# Tom Ashley
Tom Ashley, född den 11 februari 1984 i Auckland i Nya Zeeland, är en nyzeeländsk seglare.
Han tog OS-guld i RS:X i samband med de olympiska seglingstävlingarna 2008 i Qingdao i Kina.